# 황가달
황가달(Carter Wong, 1946년 3월 22일 ~ )은 배우, 영화배우, 텔레비전 배우이다.
중국에서 태어났다.

## 영화
- 타이거 클로스 3 (2000년)
- 패왕쌍교 (1994년)
- 빅 트러블 (1986년)
- 틈왕리자성 (1980년)
- 응권 (1980년)
- 사호무협 (1979년)
- 낭자일초 (1978년)
- 태극기공 (1978년)
- 신권비객 (1978년)
- 천하무적 (1978년)
- 소림관문돌파 (1978년)
- 달마 혈리표 (1978년)
- 소림형제 (1977년)
- 음양혈적자 (1977년)
- 불타는 소림사 (1976년)
- 중원표국 (1976년)
- 일지광곤주천애 (1976년)
- 유성검의 대결 (1976년)
- 소림사 18동인 2 (1976년)
- 소림사 18동인 (1976년)
- 용문풍운 (1975년)
- 염굴신탐 (1975년)
- 여자태권군영회 (1975년)
- 중태권단생사결 (1974년)
- 황비홍소림권 (1974년) - 황비홍의 제자, 사자 역
- 흑로 (1973년)
- 마로소영웅 (1973년)
- 이소룡의 생과 사 (1973년) - 본인 역
- 흑연비수 (1973년)
- 흑권 (1973년)